# Laurie Thomassin
Laurie Thomassin (Nimes, 2 de julio de 1978) es una deportista francesa que compitió en natación. Ganó una medalla de oro en el Campeonato Europeo de Natación de 2004, en la prueba de 4 × 100 m estilos.

## Palmarés internacional
| Campeonato Europeo | Campeonato Europeo | Campeonato Europeo | Campeonato Europeo |
| Año                | Lugar              | Medalla            | Prueba             |
| ------------------ | ------------------ | ------------------ | ------------------ |
| 2004               | Madrid (España)    | Medalla de oro     | 4 × 100 m estilos  |